# Franc Kebe
Franc Kebe, slovenski inženir agronomije, državni uradnik.
Franc Kebe je bil generalni direktor Agencije Republike Slovenije za kmetijske trge in razvoj podeželja od 2.6.2005 do 31.10.2007.